# 98494 Marsupilami
98494 Marsupilami è un asteroide della fascia principale. Scoperto nel 2000, presenta un'orbita caratterizzata da un semiasse maggiore pari a 2,3702094 UA e da un'eccentricità di 0,1559813, inclinata di 3,56908° rispetto all'eclittica.
L'asteroide è dedicato all'omonimo personaggio dei fumetti.